# Lapanka

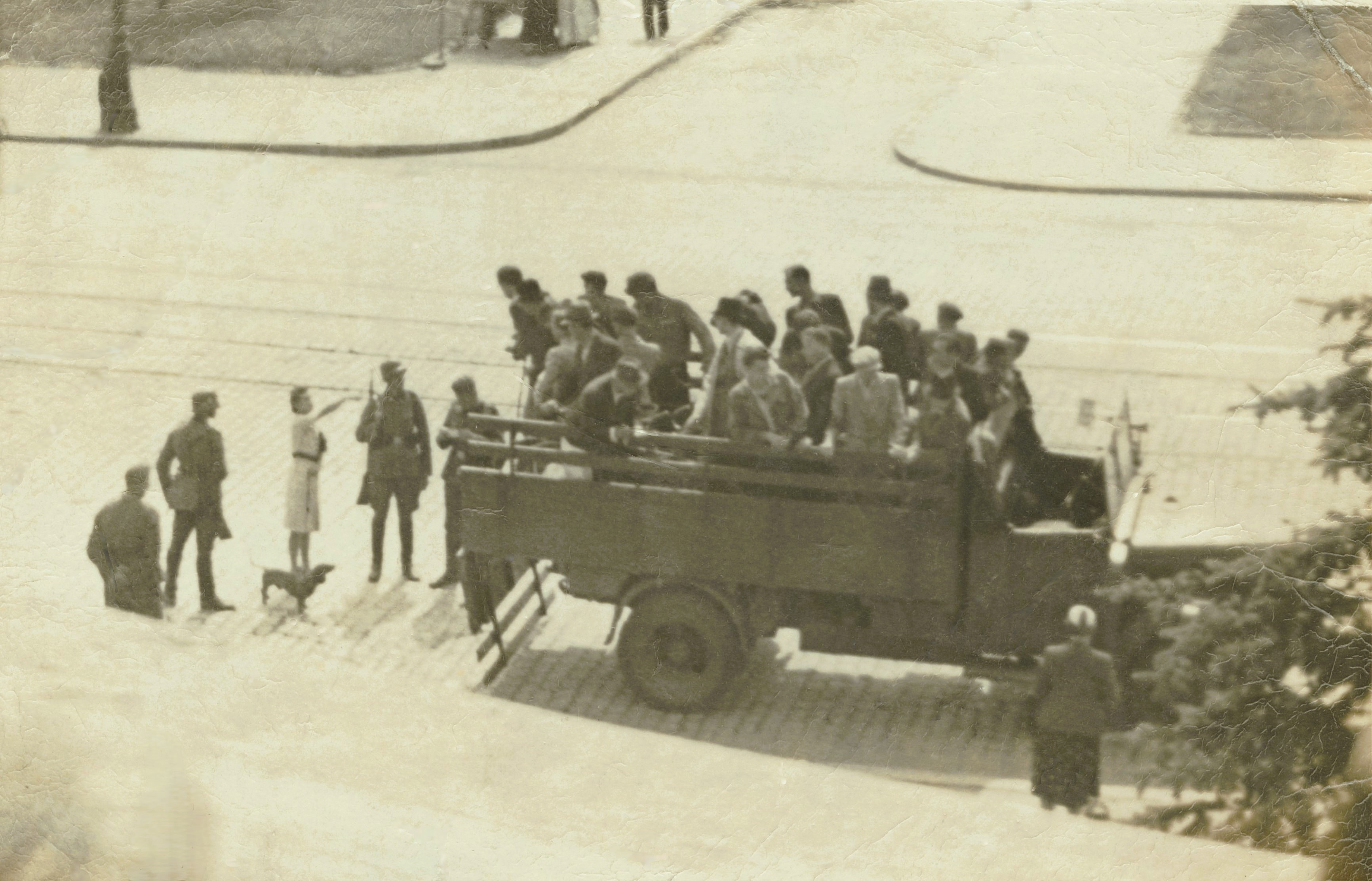
Lapanka ve Varšavě 1941

Lapanka (polsky łapanka, původně hovorový název) byl za druhé světové války jeden z hlavních způsobů zátahů, kterým na ulicích okupovaných měst Němci zadržovali větší množství náhodných chodců za účelem jejich uvěznění, přestěhování, umístění v koncentračních táborech, anebo odeslání na nucené práce do Německa. Samotný název původně označuje dětskou hru.

## Název
Samotný název „lapanka“ má původ v meziválečné předškolní dětské hře. Děti při ní vytvořily dva soustředné kruhy ve vzdálenosti 2–3 kroků od sebe, přičemž prováděly cviky, jež ukazoval učitel stojící uprostřed. Na jeho pokyn „Chyť!“ se děti ve vnitřním kole měly rychle otočit na děti stojící ve vnějším kruhu a dotknout se jich. Ty druhé se zase měly zachránit před dotykem přejitím do vzporu dřepmo nebo jiným domluveným pohybem. Všichni dotknutí před dokončením cviku byli považováni za chycené. Na základě podobnosti název hry zlidověl pro techniku chytání civilistů během okupace na ulicích polských měst.

## Místa činu
Lapanky organizovala Ordnungspolizei a wehrmacht v Německu a ve všech místech okupované Evropy. Ve Francii byly tyto akce známé pod termínem „rafle“, ale jejich cílem byli především francouzští Židé, již byli chytáni německou okupační vládou, a rovněž tak se jich účastnili členové francouzské policie v období tzv. deportace na Zimní velodrom. V Dánsku se podobné praktiky nazývaly „Razzia“.

## Příčina a účel lapanek

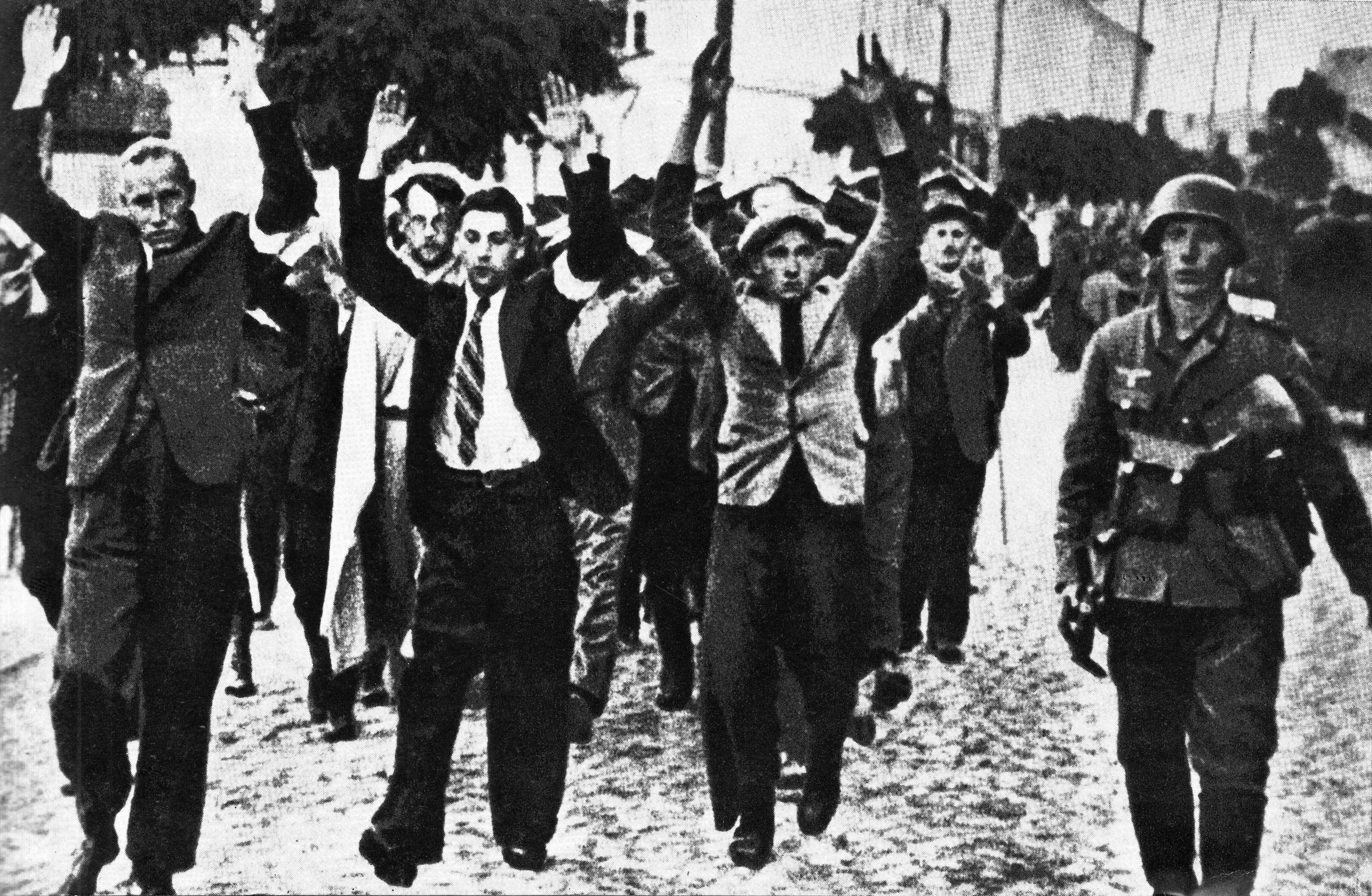
Zadržení během lapanky ve Varšavě

Pouliční lapanky byly organizovany přesně podle role, jakou okupanti určili Polákům v souvislosti s tzv. „Generalplan Ost“. Podle předpokladů nacistické politiky byli Slované na získaných územích označeni jako „nižší slovanská rasa - podlidé“ (něm. slawische Untermenschen). Tito jako neplnoprávná rasa populace měla vykonávat jednoduché práce ve službě panské rasa (německy die Herrenrasse), k níž měli náležet Germáni. Za účelem dosažení tohoto cíle určili Němci vrstvu inteligence polského národa k eliminaci tím, že ji plánovali vyvraždit během masových poprav v rámci Operace Tannenberg a zbývající populaci určit roli služebníků Němců, kteří se považovali za rasu nadřazenou. V souladu s touto vizí měla organizace lapanek v Polsku pro nacisty čtyři vzájemně související cíle:
- eliminaci osob označených jako „nepřátelé říše“ - zadržování vedoucích vrstev, polské inteligence a v ghettech ukrývajících se Židů za účelem jejich likvidace
- získávaní bezplatné pracovní síly - zadržování adeptů pro nucené práce na území Německa nebo v koncentračních táborech
- boj s odbojovým hnutím - zadržování členů odboje, kteří byli na seznamu hledaných osob, či osob z takové činnosti podezřelých
- vysídlování polské a židovské populace z území připojeném k Říši za účelem uvolnění místa pro německé osadníky

Ve své zprávě to dne 20. října 1939 potvrzuje Franz Röder - Sturmbannführer 16 velitelství Operační bezpečnostní policie a Bezpečnostní služby, který se zabýval prováděním etnických čistek na polském národě. V pokynech o nakládání s Poláky na území Pomořanska, které bylo přičleněno k Třetí říši, když píše:

Z Vůdcovy vůle má v co nejkratším čase z polského Pomořanska vzniknout německé Západní Prusko (Westpreussen). Ve shodě se stanovisky oprávněných činitelů je nutno přistoupit k následujícím krokům:
1. Fyzická likvidace všech polských živlů, jež v minulosti působily na vedoucích pozicích, či v minulosti mohly býti organizátory polského odboje
2. Vysídlení všech Poláků i usedlých obyvatel bývalého Kongresového Polska
3. Přemístění rasově vyhovujících Poláků do středu Německa...

První lapanky byly spojené s hromadným zatýkáním polských civilistů, které bylo vykonáváno na základě zatýkacích jmenných seznamů, tzv. „Sonderfahndungsbuch Polen“, a využívaly se již během zářijové invaze do Polska. Účelem tohoto zatýkání byla eliminace polské inteligence a vedoucí vrstvy státu v rámci Operace Tannenberg během regionálních akcí zvaných Intelligenzaktion. Jedna z prvních lapanek se konala již 9. září v Szwederowie a bylo při ní na místě usmrceno 60 Poláků.

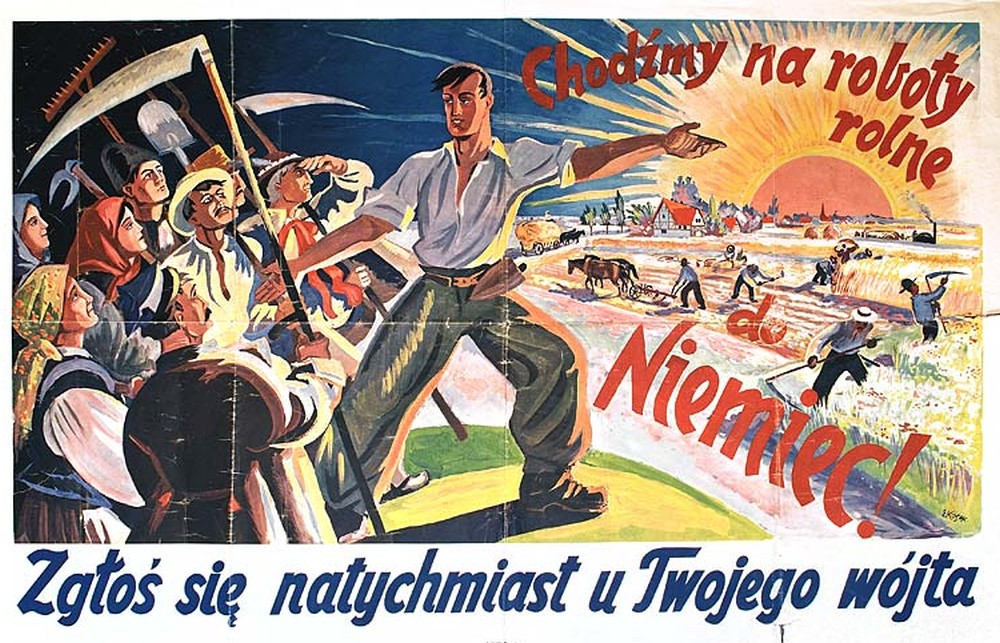
Propagandistick plakát lákající Poláky na práci do Německa

Po ukončení zářijové kampaně automaticky obdrželo 300 tisíc polských válečných zajatců status nuceně nasazených a byli odvezeni do hloubi Německa. Dělníci měli být bezplatnou pracovní silou, která se podílela na budování německého průmyslu a pomáhala německému válečnému úsilí. Stálá potřeba této pracovní síly přiměla německé pracovní úřady, tzv. „Arbeitsamt“, k provádění náborů na území okupovaného Polska. Jejich úředníci prováděli široce rozvětvenou agitaci, jež měla přilákat Poláky na práci do Německa s vidinou dobrých pracovních podmínek a slušných výdělků. V období od září 1939 do léta 1940 bylo díky této propagandě nalákáno několik tisíc dělníků, kteří dobrovolně vyjeli za prací do Třetí Říše. Krátce po odchodu všech optimisticky smýšlejících nezaměstnaných však úřady zely prázdnotou. Přičinila se k tomu taktéž absence kontaktu rodin s odešlými za prací a informace týkající se obtížných pracovních podmínek a špatného zacházení německých zaměstnavatelů s Poláky. Kvůli nedostatku dobrovolníků, kteří by se dali zotročit, začala od poloviny roku 1940 německá administrativa organizovat pravidelné lapanky na ulicích k práci pro Říši. Chycení se stávali nuceně nasazenými (něm. Zivilarbeiter). Dalším aspektem, kvůli něhož nacisté organizovali lapanky, byly německé plány na zabydlení okupovaného Polska Němci.

## Průběh

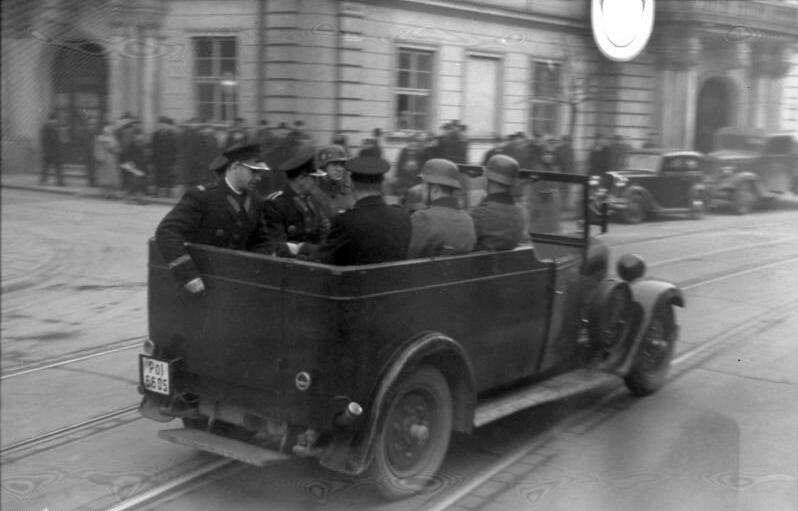
Cesta německé a polské policie na lapanku

„Lapanky, jak se tomu říkalo v Polsku, staly se významným jevem každodenního života ve Varšavě a přinášely nárůst ukrutností páchaných na obou stranách. (...) Celé ulice byly obklíčeny policií a vojskem a většina mužů a žen bylo z takových pastí odváženo do koncentračních táborů nebo na otrocké práce do Německa. Z tramvají a vagonů, bez ohledu na vlastněné dokumenty, byli lidé jako dobytek hnáni do nákladních vozů a mnoho z nich již nikdy nespatřilo domovy ani rodiny. Aby člověka toto stihlo, postačilo být Polákem.“ Ron Jeffery 1943.

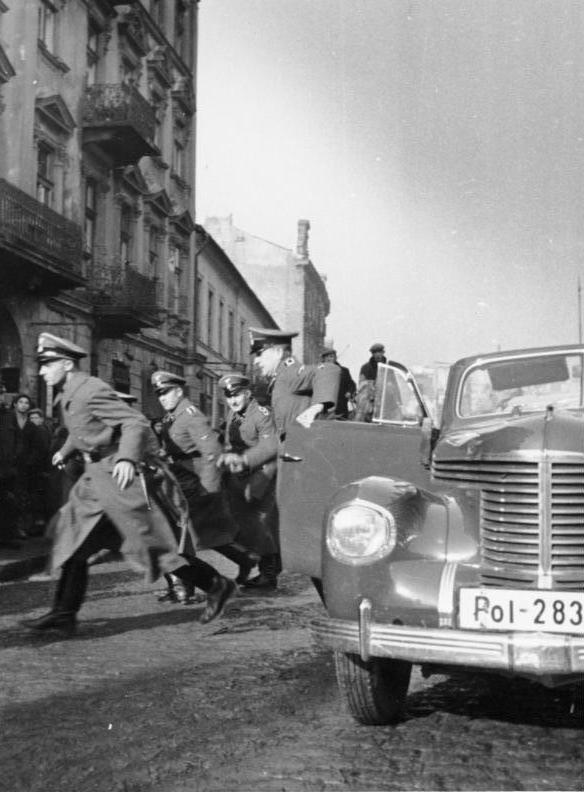
Členové Sicherheitsdienst během lapanky

V závislosti na smyslu bylo plánování a organizace lapanek prováděno členy Einsatommando, SS, Sicherheitsdienst, Gestapo, či zaměstnanci německých úřadů práce. Metoda spočívala v rychlém a neprodyšném uzavření vytyčeného městského terénu (části ulice, náměstí, nádraží atd.) a zadržení všech, nebo vybraných osob nacházejících se uvnitř. Majitelé obchodů, krámků a podniků, jež se nacházely na vybraném území, měli povinnost (pod hrozbou trestu smrti) nevpouštět nikoho dovnitř. Zákazníci a další, kteří se nacházeli v průběhu lapanek uvnitř podniků, automaticky zadržení nepodléhali.
Účastníky těchto zátahů byli obecně esesmani, gestapáci, či vojáci Wehrmachtu. V prvním období lapanek se jich účastnili taktéž členové Selbschutzu a po jeho rozpuštění pomocná policie Sonderdienst. Často byla do těchto akcí německými okupanty směřována též tzv. „granátová policie“ (policie vytvořená Němci ze struktur a členů Státní policie působícím v Generálním gouvernementu). Lapanky byly organizovány především ve městech právě na územích Generálního gouvernementu a na východních územích poté, co Německo napadlo SSSR. Např. v Krakově (sídle GG) byla provedena lapanka ohromného rozsahu, v jejímž rámci během jednoho dne (tzv. „černá neděle“) bylo zatčeno a odvezeno do koncentračního tábora v Płaszowie na 15 000 Krakovanů.

## Osudy zadržených

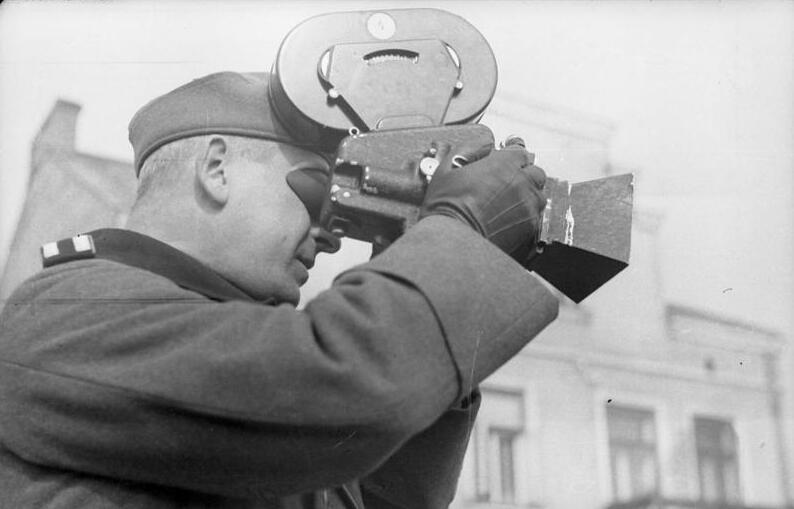
Natáčení průběhu lapanky pro propagační účely

Zadržené osoby byly umísťovány do filtračních táborů, kde byly rozděleny do kategorií. Např. ve Varšavě vytvořila německá správa 7. února 1941 ve Skaryszewské ulici v Praze přechodný tábor, do nějž byly umisťovány osoby určené k nuceným pracím v Říši. V Lodži byli zadržení zase internováni do vězení v Radogoszczi. Převážná část osob umístěných v těchto táborech byla později odvezena na nucené práce do Německa ale část byla též vězněna, deportována do koncentračních táborů, držena jako rukojmí, anebo zabíjena v masových popravách během etnických čistek. První poprava takových rukojmí byla provedena v Bydhošti 9. a 10. září 1939.
Lapanky rovněž probíhaly na území ghett. Oběti bývaly tehdy nejčastěji odváženy do vyhlazovacích táborů.
Lapanky představovaly jeden ze základních nástrojů městského teroru. V protikladu k osobám zatčeným v bytech neměli zadržení na ulici ani příležitost obléci se do adekvátního oblečení nebo obutí. Rodiny zatčených si mohly důvody jejich náhlého zmizení pouze domýšlet.

## Odhady počtu Poláků zatčených a deportovaných v rámci lapanek

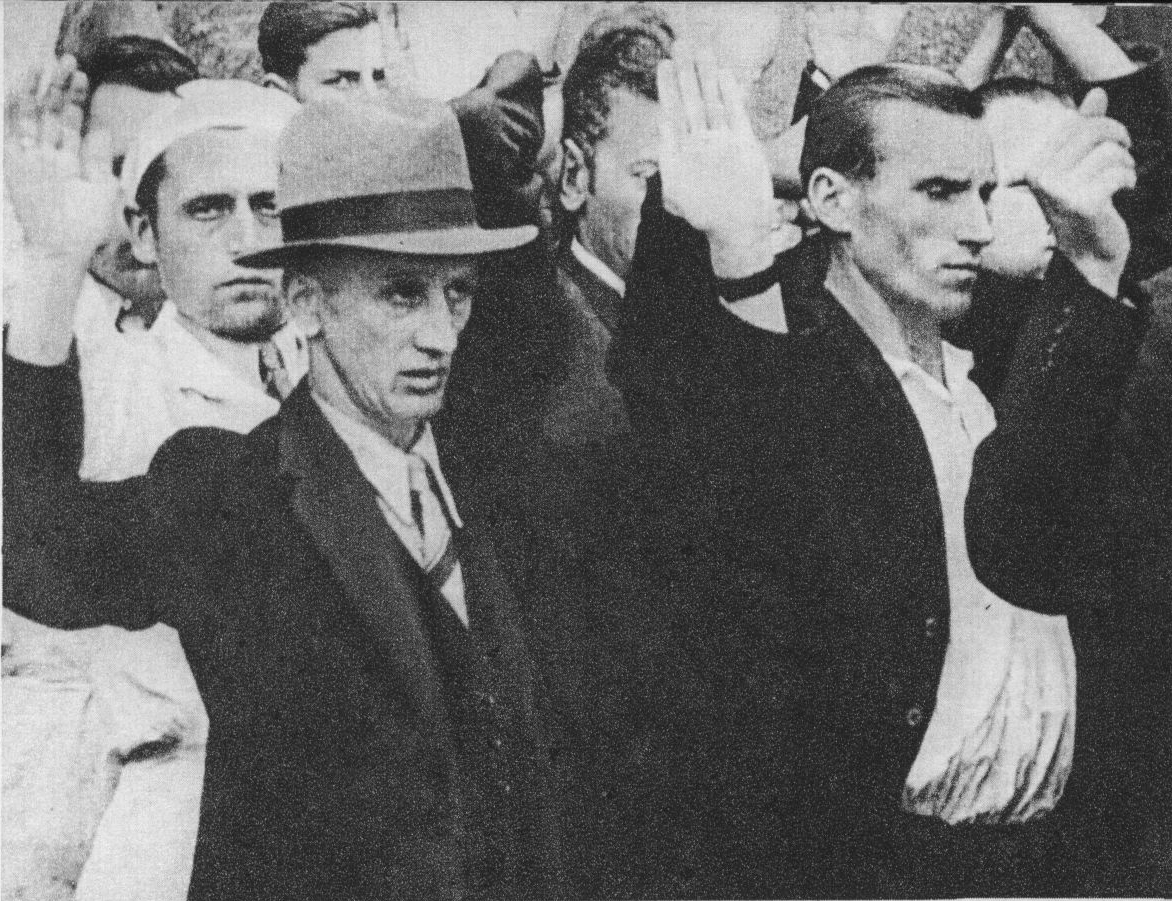
Lapanka v Bydhošti

Z území Generálního gouvernementu bylo deportováno přibližně 1,3 milionu osob a ze zemí přičleněných k Říši zhruba 600-700 000. Nejproblematičtější je stanovení počtu odvezených osob z východních teritorií Polska do Německa. Odhady, které se pro toto území udávají, pohybují se mezi 300–600 tisíci osobami. Nuceně nasazení bývali umísťováni v následujících zemích:
- Východní Prusko (cca 115 000)
- Braniborsko (cca 115 000)
- Pomořansko (cca 100 000)
- Dolní Slezsko (100 000)

## Reakce polského odbojového hnutí

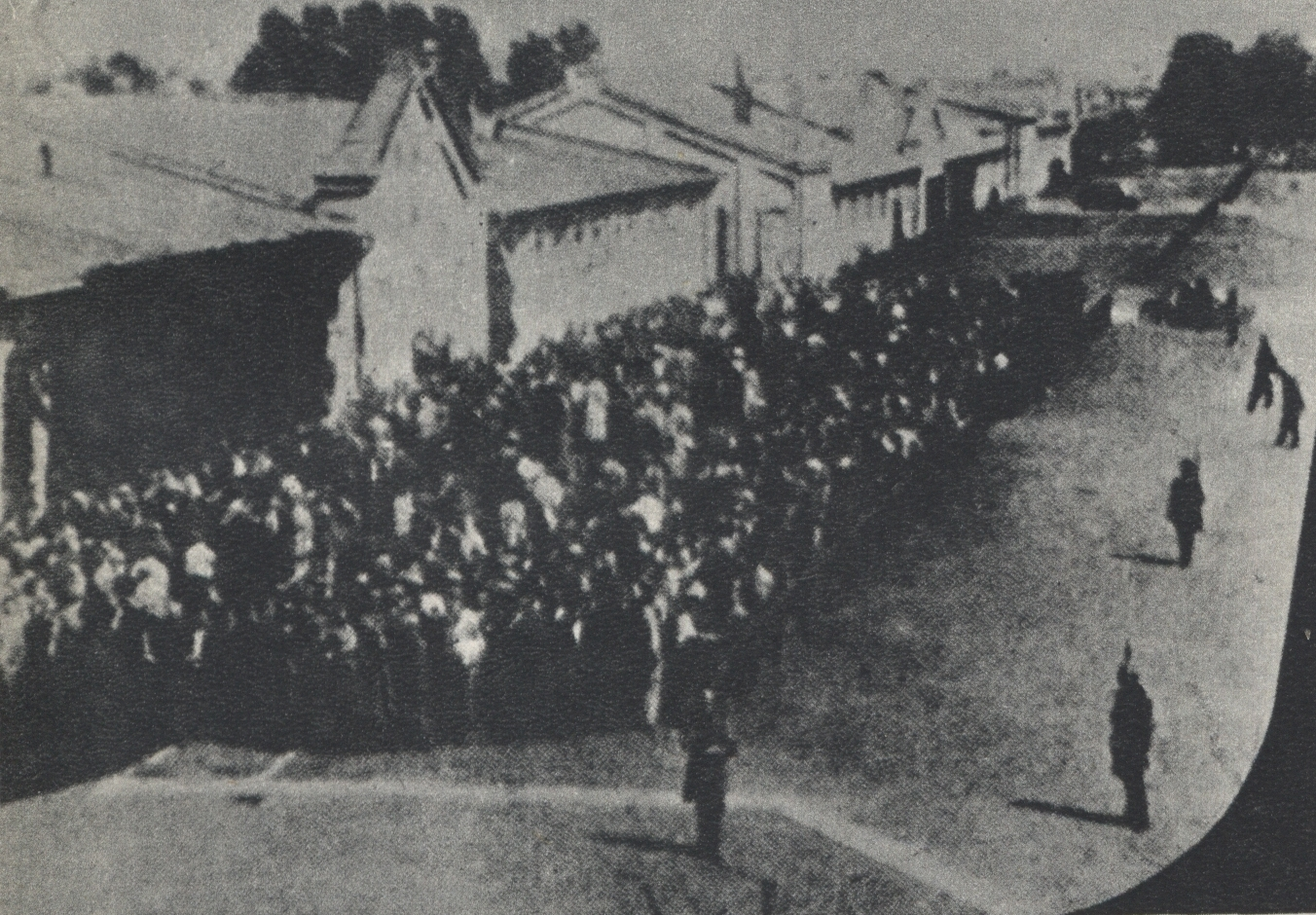
Zadržené oběti v kasárnách SS ve Varšavě

Již roku 1940 agent Svazu ozbrojeného boje (SOB) Witold Pilecki netradičně využil Němci organizované lapanky tím, že ji započítal do svého plánu na proniknutí do německého koncentračního táboru v Osvětimi. Formou špionáže měl uvnitř táboru získat informace o jeho fungování a též v něm zorganizovat odbojové hnutí. 19. září 1940 během jedné z lapanek ve Varšavě se nechal Němci zatknout a do tábora dorazil v noci z 21. na 22. září. V Osvětimi se mu podařilo založit podzemní organizaci - Svaz vojenské organizace a předávat informace SOB a Zemské armádě.
Polský odboj prováděl sérii „preventivních“ akcí, účelem kterých bylo lapankám zabránit. Diverzně-bojové skupiny Kedyw prováděly útoky na policejní automobily a funkcionáře vedoucích lapanky. 22. října 1943 bojová skupina z oddílu „Kosy“ obsadila výjezd z Ordynackej ulice na Nowy Świat a kulomety ostřelovala a posléze granáty obházela policejní auto. Výsledkem akce byla smrt dvou německých policistů a čtyři zranění. V reakci na stoupající počet lapanek ve Varšavě provedla Zemská armáda několik podobných akcí.
Další formou odporu bylo rovněž provádění atentátů na osoby organizující lapanky, policisty a úředníky Arbeitsamtů. Oddíly se vloupávaly do německých pracovních úřadů, které dohlížely na odjezd na nucené práce do Říše, pálily kartotéky se seznamy zatčených osob a ničily vybavení kanceláří. Během konference ohledem bezpečnosti v Generálním gouvernmentu, která se konala v Krakově 15. dubna 1943, podal Wilhelm Struve zprávu, že v akcích namířených proti úřadům práce bylo zničeno 11 kanceláří nebo jejich kartoték. Bojové jednotky Zemské armády eliminovaly též v rámci tzv. „Akce Glówki“ skupinu osob, jež byly zodpovědné za organizaci lapanek, tj.:
- 14. ledna 1943 Speciální skupina vynesla rozsudek smrti na Isidoru Ossowském, úředníkovi Arbeitsamtu, kolaborantem s hitlerovci v rámci akce odvážení polských osob na nucené práce do Německa
- 15. února 1943 byl z podobného důvodu zastřelen funkcionář „Granátové policie“ Roman Leon Święcicki[7]
- 9. dubna 1943 rozsudkem vedení Podzemního odboje ZK usmrtila Kurta Hoffmana, vedoucího Arbeitsamtu ve Varšavě zodpovědného za organizaci lapanek[8]
- 13. dubna byl zabit jeho zástupce Hugo Dietz
- 10. května byl zabit vedoucí oddělení Fritz Geist
- 1. února 1944 likvidační skupina Kedywu zastřelila Wilhelma (Willyho) Luberta - vedoucího varšavského Arbeitsamtu, který byl inicátorem četných vlakových i pouličních lapanek a masového náboru na nucené práce do Třetí Říše
- 8. června 1944 bojová patrola z oddílu „DB-17" zastřelila Eugena Bolongina - vedoucího přechodného táboru pracovních úřadů na Skaryszewské ulici, který organizoval pouliční lapanky